# Jayson Megna
Jayson Megna (* 1. Februar 1990 in Fort Lauderdale, Florida) ist ein US-amerikanischer Eishockeyspieler, der seit Juli 2024 bei den Colorado Eagles aus der American Hockey League (AHL) unter Vertrag steht und dort auf der Position des Centers spielt. Zuvor war Megna bereits für die Pittsburgh Penguins, New York Rangers, Vancouver Canucks, Colorado Avalanche, Anaheim Ducks und Boston Bruins in der NHL aktiv.

## Karriere

### Jugend
Jayson Megna wurde 1990 in Fort Lauderdale geboren. Zu dieser Zeit war sein Vater Jay Megna als professioneller American-Football-Spieler bei den Miami Dolphins aktiv; seine Mutter Jacqueline war eine All-American-Wasserballspielerin. Im Alter von drei zog Jaysons Familie nach Northbrook im Bundesstaat Illinois; mit sieben Jahren begann er mit dem Eishockeyspielen.
Seit der Saison 2009/10 spielte Megna in der höchsten Juniorenliga der Vereinigten Staaten, der United States Hockey League, bei den Cedar Rapids RoughRiders aus Iowa. Dort kam der Stürmer in zwei Spielzeiten auf 84 Punkte in 116 Einsätzen und führte das Team in der zweiten Saison als Kapitän ins Finale der Eastern Conference. Am Ende der Saison wählte man Megna ins All-USHL First Team. Im Sommer 2011 wechselte er im Alter von 21 an die University of Nebraska Omaha und spielte fortan, gemeinsam mit seinem Bruder, für die Nebraska-Omaha Mavericks, das Eishockeyteam der Universität. In der Western Collegiate Hockey Association, einer Division-I-Conference der NCAA, stand Megna in allen 38 Spielen seiner Mannschaft auf dem Eis, erzielte 31 Punkte und wurde nach der Saison ins WCHA All-Rookie Team gewählt. Für Megna blieb es bei einer Saison Collegesport, da er im August 2012 einen auf zwei Jahre befristeten Entry Level Contract beim NHL-Vertreter Pittsburgh Penguins unterschrieb. Einen Draft durchlief er nicht.

### Pittsburgh Penguins
Seine erste Profisaison verbrachte Megna in der AHL beim Farmteam der Pittsburgh Penguins, den Wilkes-Barre/Scranton Penguins. Dort erhielt er regelmäßig Eiszeit und stieß mit der Mannschaft in den Play-offs bis ins Conference-Finale vor, wo man an den Syracuse Crunch scheiterte. Zu Beginn der Saison 2013/14 wurde er erstmals ins NHL-Aufgebot berufen und kam am 25. Oktober im Spiel gegen die New York Islanders zu seinem NHL-Debüt. Wenige Tage später gelang ihm gegen die Carolina Hurricanes sein erstes Tor in der höchsten Eishockeyliga, wobei zu dieser Zeit erstmals sein Spitzname „Megnatron“ (in Anlehnung an Megatron, einem der Hauptfiguren der Transformers). Den Rest der regulären Saison verbrachte er zu annähernd gleichen Anteilen in NHL (36 Spiele) und AHL (25 Spiele), wobei den Pittsburgh Penguins der Sprung in die Play-offs gelang.

### Stete Wechsel in der NHL
Nachdem sein Vertrag nach der Saison 2014/15 nicht verlängert worden war, schloss sich Megna im Juli 2015 den New York Rangers an. Diese schickten ihn im Rahmen der Vorbereitung auf die Saison 2015/16 in die AHL zum Hartford Wolf Pack. Nach einem Jahr wurde Megnas auslaufender Vertrag nicht verlängert, sodass er einen Einjahresvertrag bei den Vancouver Canucks unterzeichnete. Im Juli 2018 unterschrieb er einen Einjahresvertrag bei den Washington Capitals und wechselte im Folgejahr auf die gleiche Weise zur Colorado Avalanche. Die Avalanche gewann in den Playoffs 2022 den Stanley Cup, jedoch kam Megna nicht in der post-season zum Einsatz und bestritt nur 20 Partien der Hauptrunde, sodass er sich nicht für die Gravur auf der Trophäe qualifizierte.
Im Verlauf der Spielzeit 2022/23 wurde der Stürmer schließlich im Dezember 2022 von der Avalanche auf den Waiver gesetzt, sodass ihn von dort die Anaheim Ducks auswählten. Im Juli 2023 wiederum schloss er sich als Free Agent den Boston Bruins an. Von dort unterzeichnete er im Juli 2024 einen auf die AHL beschränkten Vertrag bei den Colorado Eagles, für die er bereits während seiner Zeit bei der Avalanche aktiv war.

## Erfolge und Auszeichnungen
- 2011 USHL First All-Star Team
- 2012 WCHA All-Rookie Team

## Karrierestatistik
Stand: Ende der Saison 2023/24
(Legende zur Spielerstatistik: Sp oder GP = absolvierte Spiele; T oder G = erzielte Tore; V oder A = erzielte Assists; Pkt oder Pts = erzielte Scorerpunkte; SM oder PIM = erhaltene Strafminuten; +/− = Plus/Minus-Bilanz; PP = erzielte Überzahltore; SH = erzielte Unterzahltore; GW = erzielte Siegtore; 1 Play-downs/Relegation; Kursiv: Statistik nicht vollständig)

## Familie
Jayson Megna hat eine Schwester und einen Bruder, Jaycob Megna, der ebenfalls Eishockeyspieler ist und im NHL Entry Draft 2012 von den Anaheim Ducks ausgewählt wurde.